# Siedlęcin
Siedlęcin (niem. Boberröhrsdorf) – wieś w Polsce, położona w województwie dolnośląskim, w powiecie karkonoskim, w gminie Jeżów Sudecki, między Jeziorem Modrym na południowym wschodzie, a Jeziorem Wrzeszczyńskim na zachodzie. Miejscowość ma charakter łańcuchówki, rozciągającej się na długości ok. 5 km.

## Nazwa
Historyczne nazwy miejscowości:
- Rudgersdorf – 1305 rok,
- Rudigersdorff – 1369 rok,
- Boberröhrsdorff – 1668 rok,
- Bober Röhrsdorff – 1687 rok,
- Bober-Röhrsdorf – 1786 rok,
- Boberröhrsdorf – 1905 rok,
- Borowice, Bobrowice, Sobięcin – 1945 rok.

12 listopada 1946 nadano miejscowości polską nazwę Siedlęcin.

## Podział administracyjny
| SIMC    | Nazwa   | Rodzaj    |
| ------- | ------- | --------- |
| 1063741 | Łapiguz | część wsi |

W latach 1945–1954 miejscowość była siedzibą gminy Siedlęcin. W latach 1954–1959 wieś należała i była siedzibą władz gromady Siedlęcin, po jej zniesieniu w gromadzie Jeżów Sudecki. W latach 1975–1998 miejscowość należała administracyjnie do województwa jeleniogórskiego.
W obrębie miejscowości wyróżniona jest 1 jej część – Łapiguz. Nieformalnie w miejscowości wyróżnia się jej części:
- Siedlęcin Górny
- Siedlęcin Dolny
- Osiedle

## Historia
Miejscowość została założona na przełomie XIII i XIV wieku.

## Zabytki
Do wojewódzkiego rejestru zabytków wpisane są następujące obiekty położone w Siedlęcinie:
- kościół parafialny pod wezwaniem św. Mikołaja, gotycki, z XIV–XIX w.
- cmentarz przy kościele
- kościół ewangelicki, obecnie rzymskokatolicki pomocniczy, pod wezwaniem Matki Boskiej Nieustającej Pomocy, z XVIII w. Świątynia murowana, nieorientowana na rzucie prostokąta, nakryta dachem mansardowym z sygnaturką na kalenicy[8].
- gotycki dwór obronny z XIV w.[9] – tzw. wieża książęca – mieszkalna (niewłaściwie nazywana rycerską), z zachowanymi malowidłami ściennymi, ul. Długa 21
- oficyna przy wieży z drugiej połowy XVIII w.

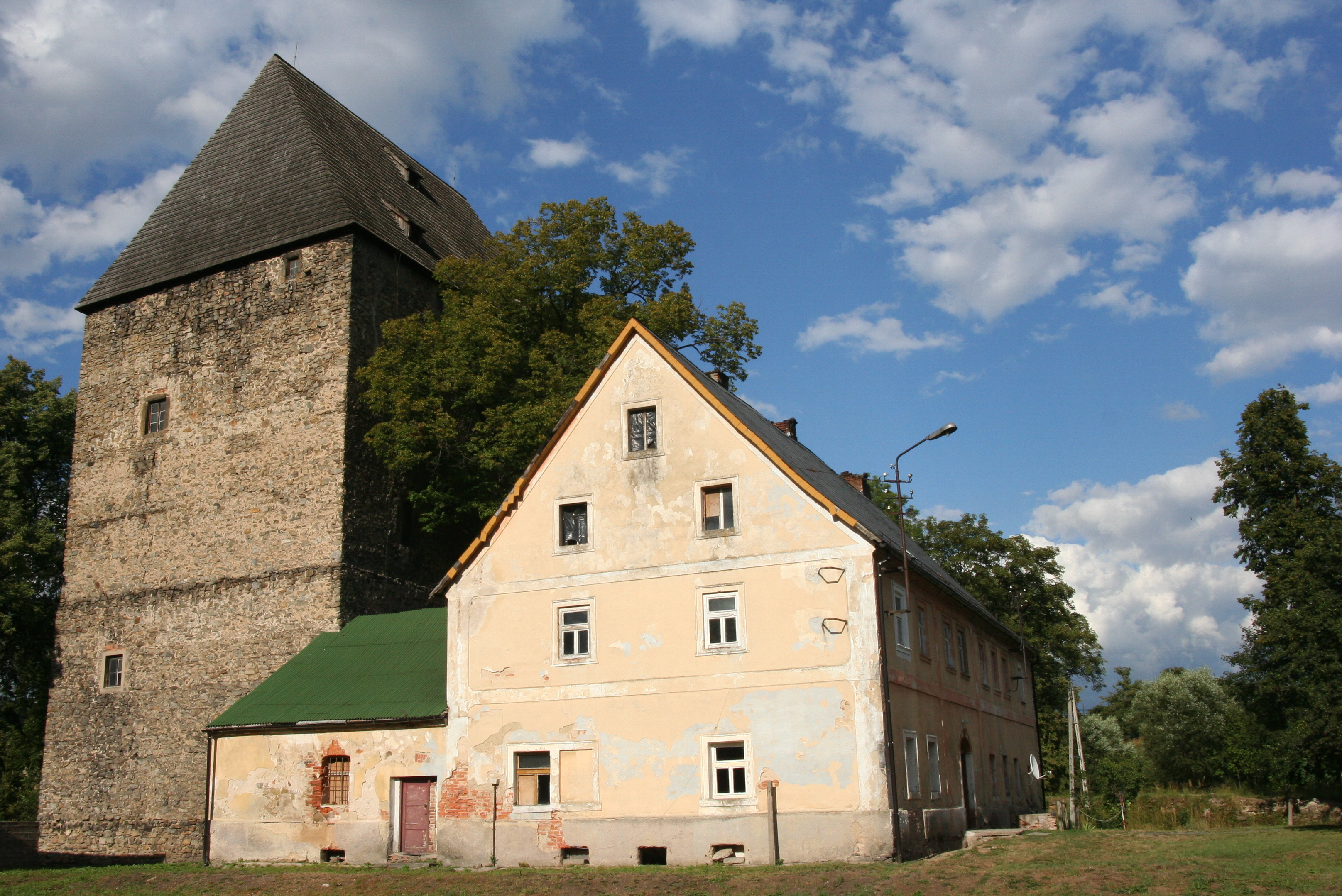
Wieża książęca w Siedlęcinie z XIV w.
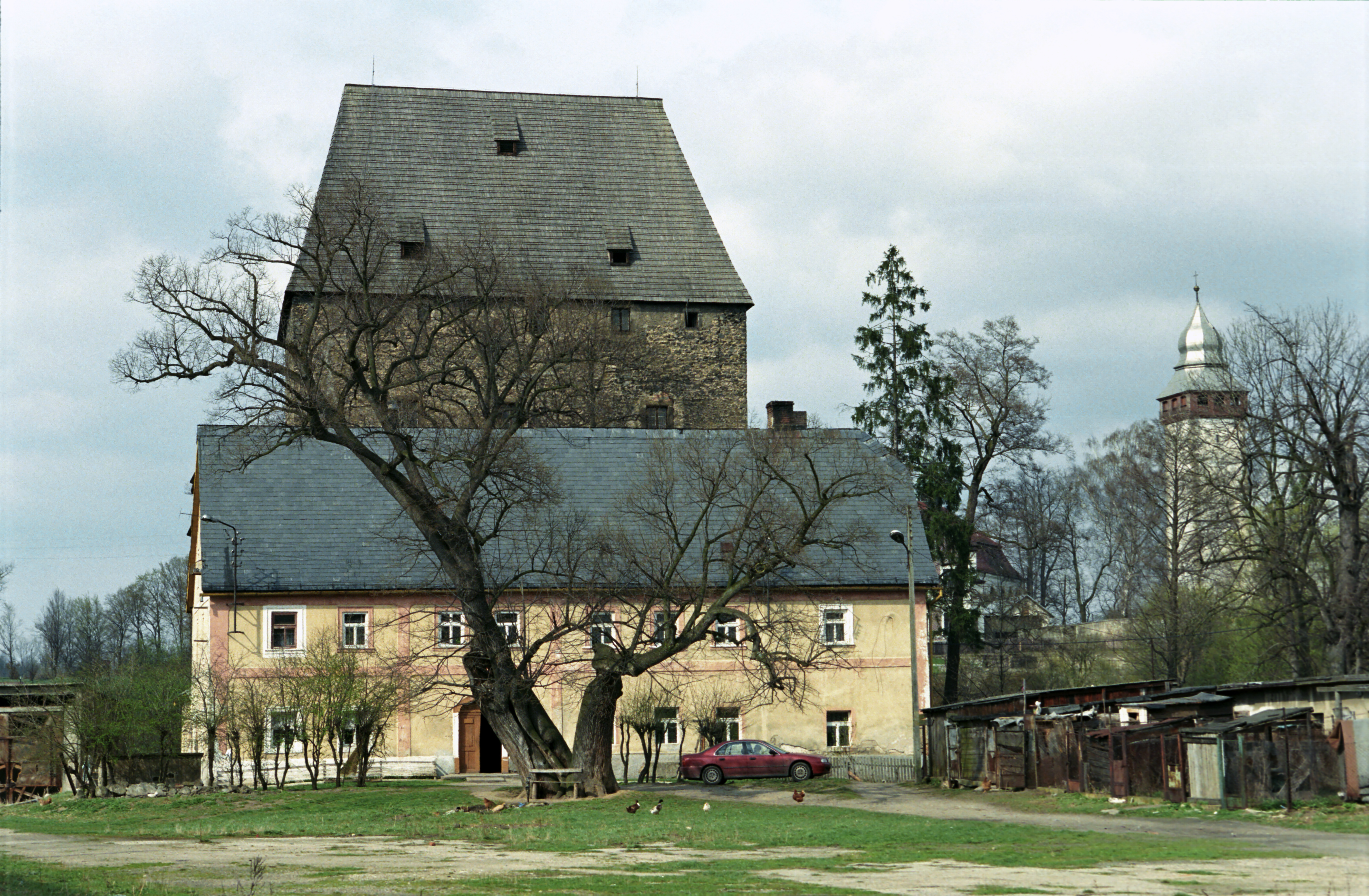
Wieża książęca w Siedlęcinie z XIV w.
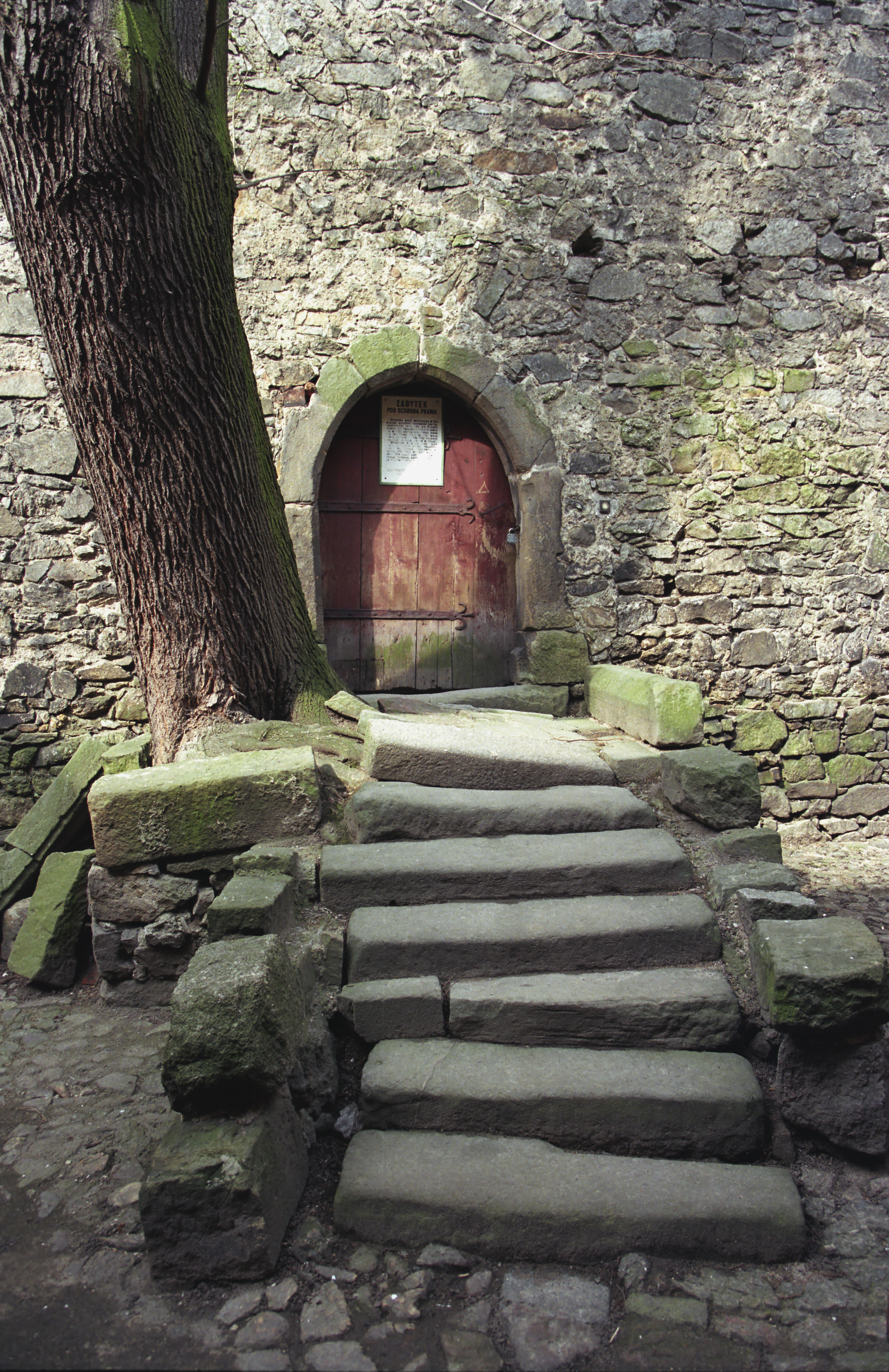
Wejście do wieży książęcej w Siedlęcinie z XIV w.
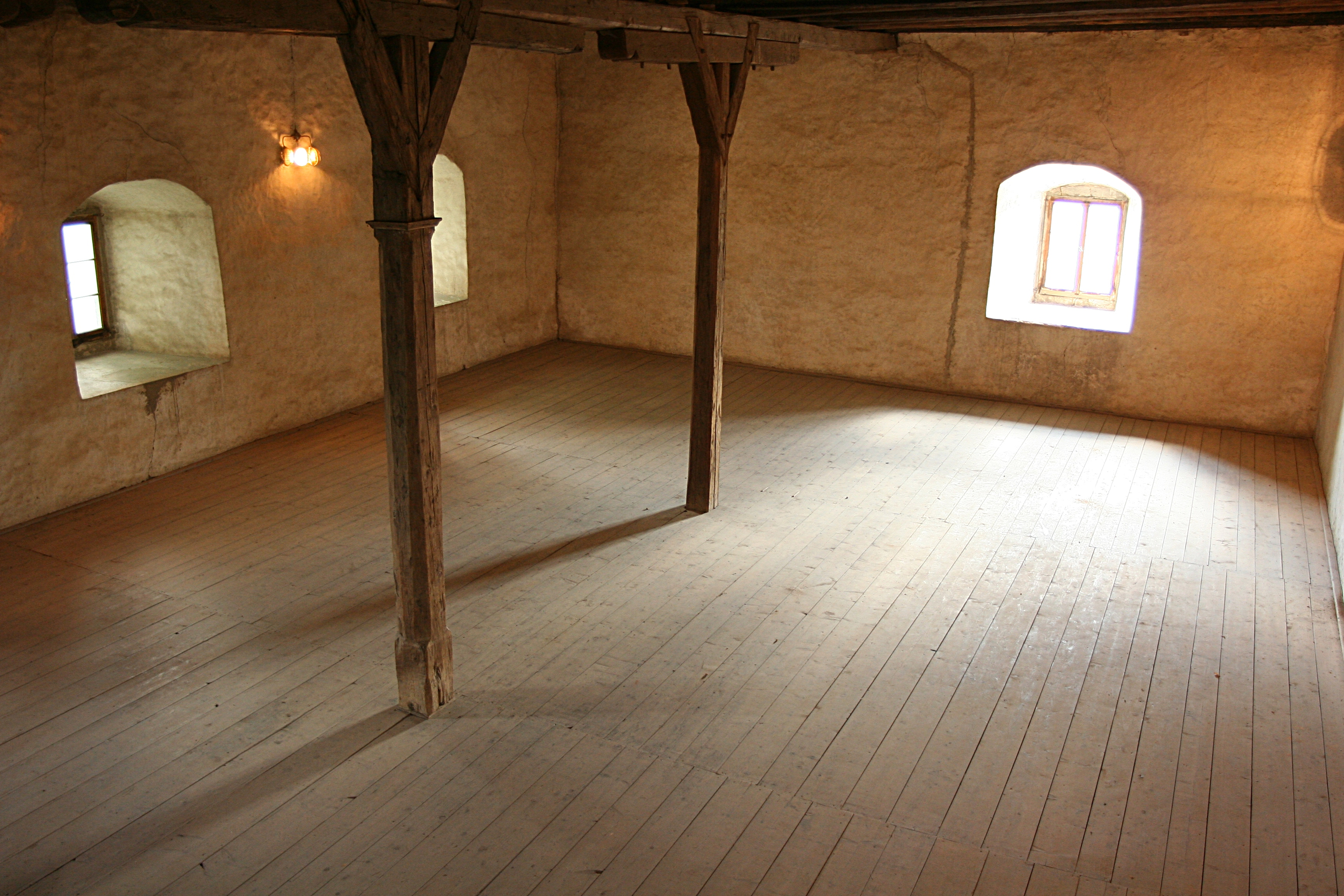
Wnętrze wieży książęcej w Siedlęcinie z XIV w.
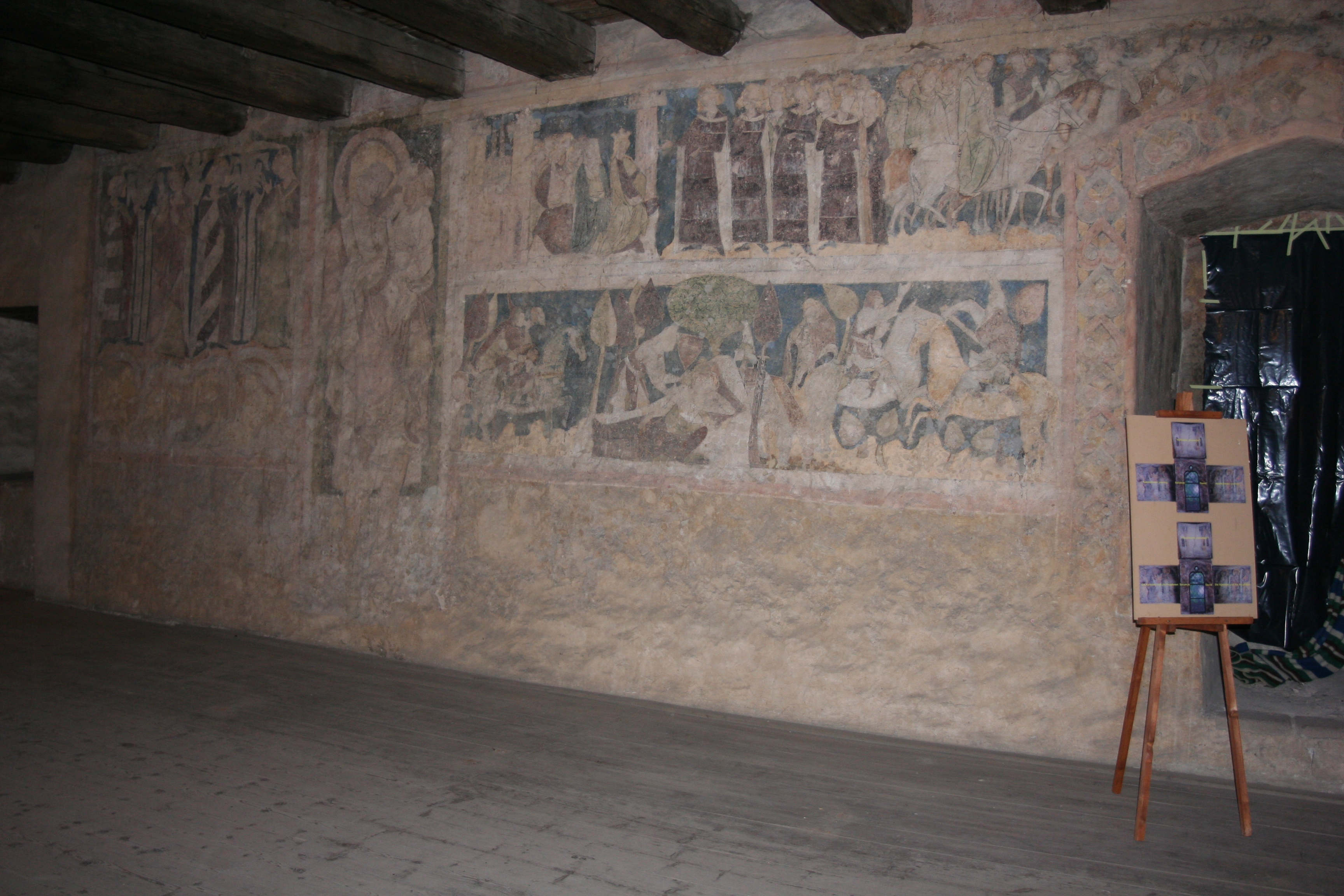
Wnętrze wieży książęcej – malowidła ścienne
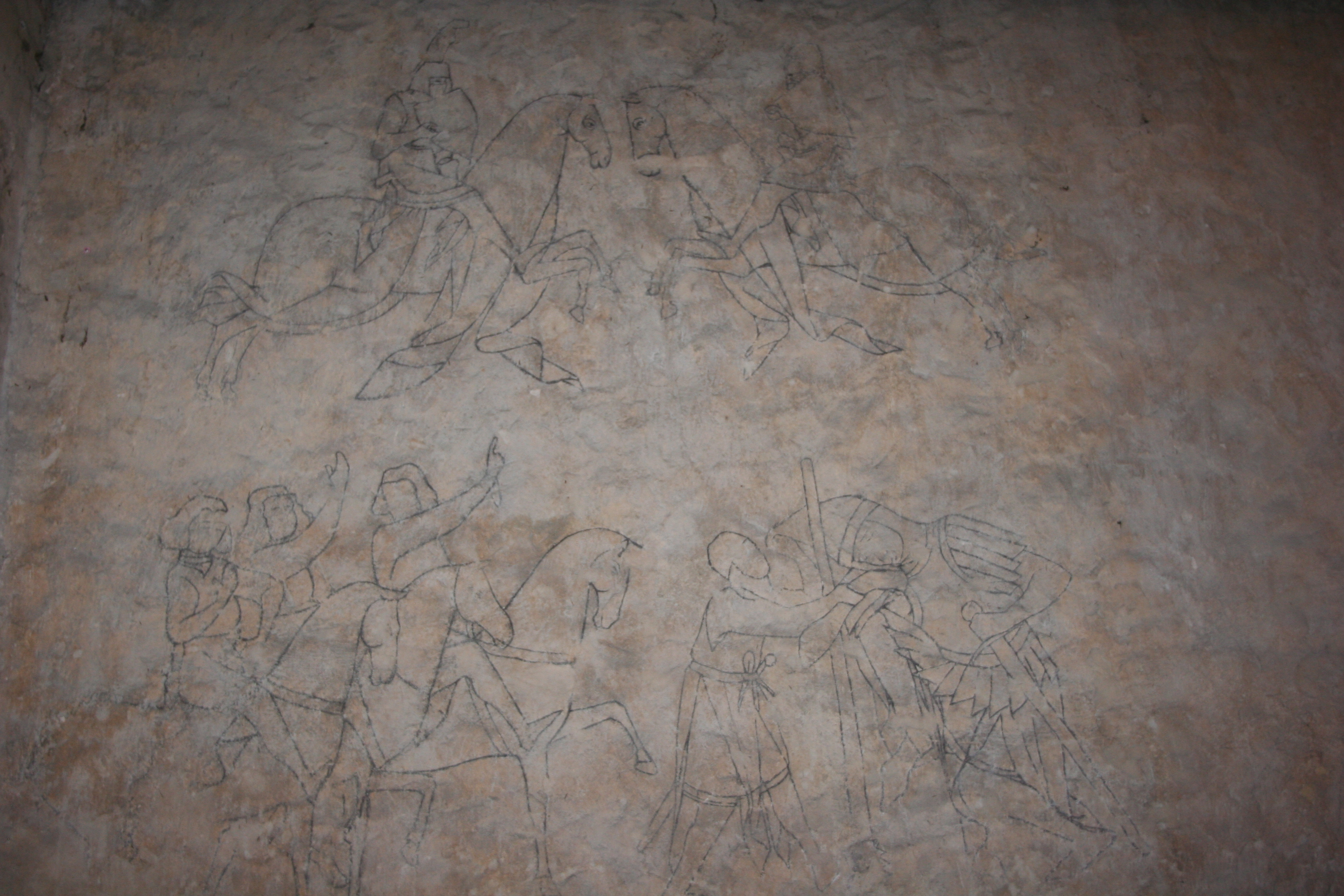
Wnętrze wieży książęcej – malowidła ścienne
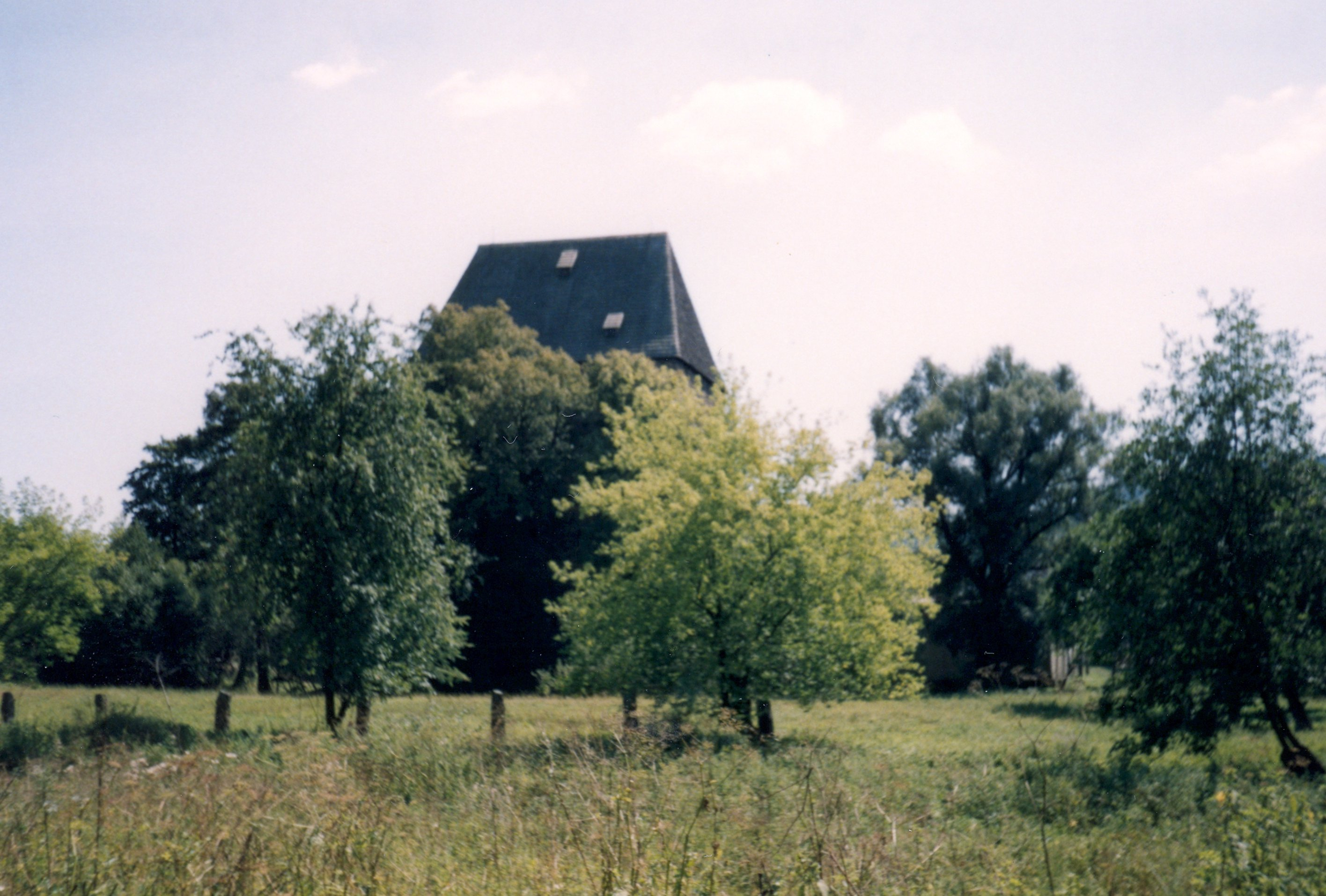
Wieża książęca w Siedlęcinie z XIV w.
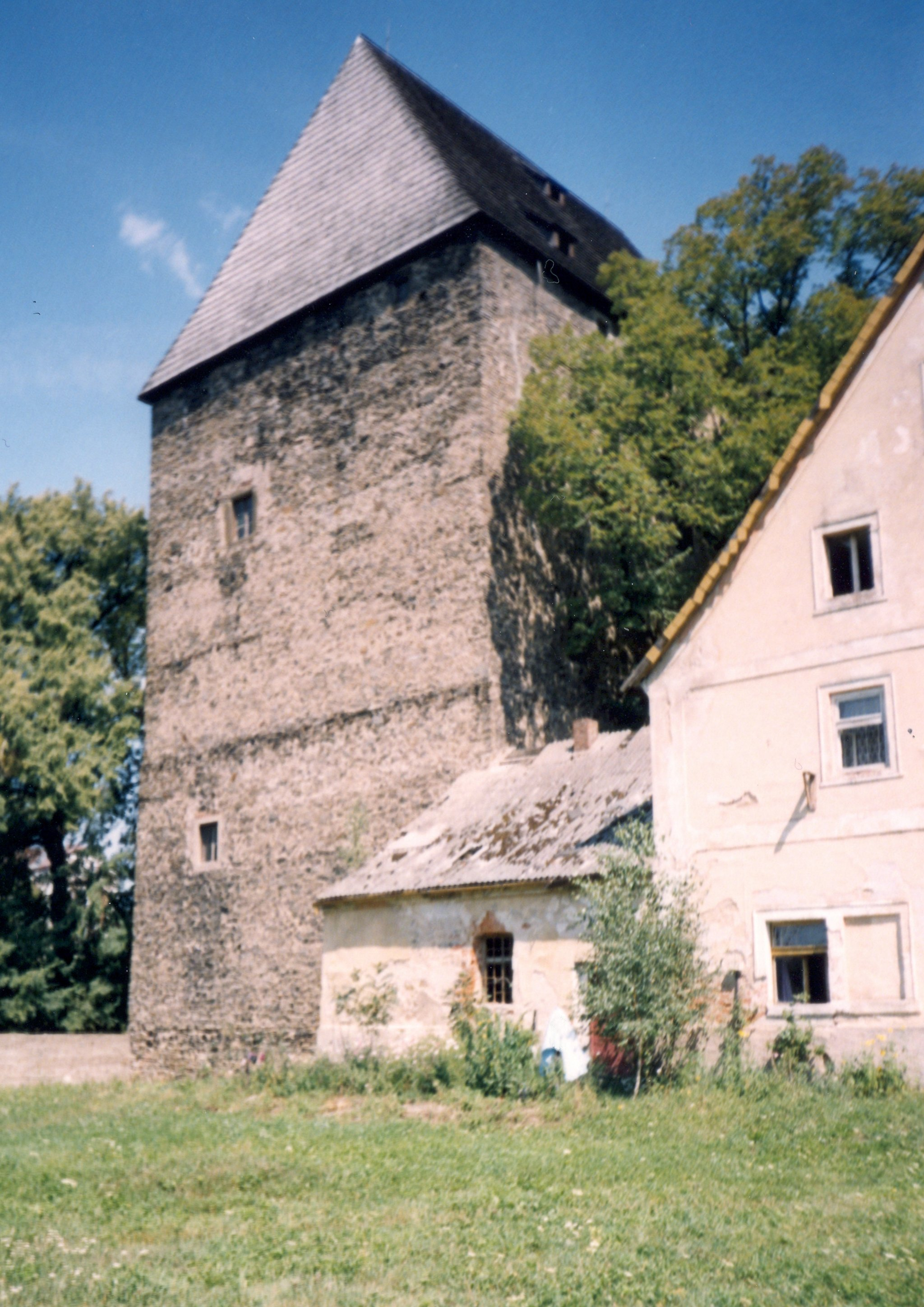
Wieża książęca w Siedlęcinie z XIV w.
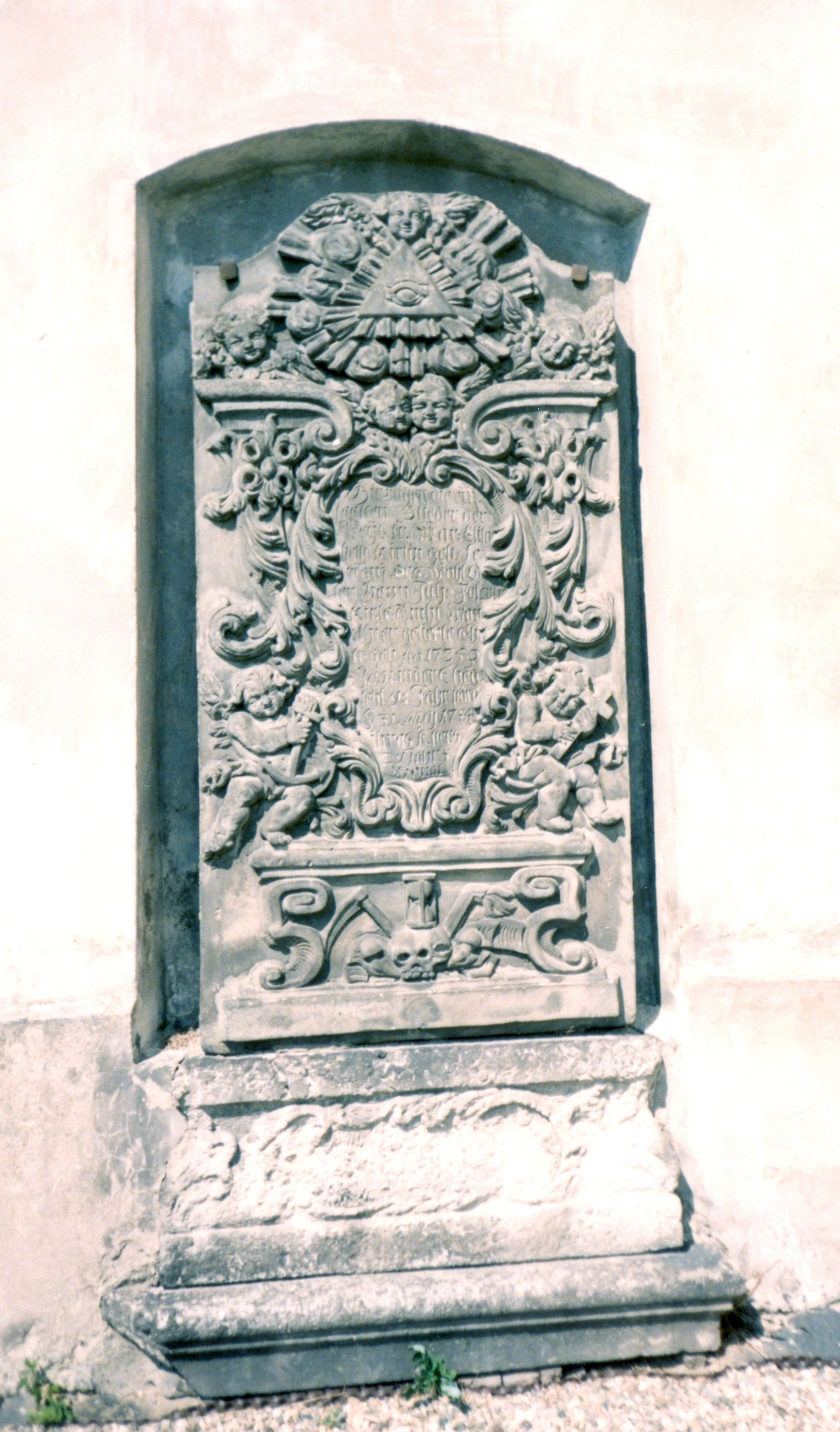
Płyta nagrobna ze ściany kościoła w Siedlęcinie